# 아치볼드 웨이벌
아치볼드 퍼시블 웨이벌(Archibald Percival Wavell, 1st Earl Wavell, 1883년 5월 5일 ~ 1950년 5월 24일)은 영국 육군의 주요 고참 장교 중 1명이다. 그는 제2차 보어 전쟁, 바자르 계곡 전역, 그리고 제1차 세계 대전 당시 제2차 이프르 전투에서 활약했다. 그는 중동 사령부의 사령관으로써 제2차 세계 대전에 참여한 이후에 이탈리아 왕국을 상대로 서부 이집트와 동부 리비아에서 1940년 12월 승리를 거두었지만, 이후 독일 국방군에 의해 1941년 4월 패퇴한다. 이후 그는 1941년 7월부터 1943년 6월까지 인도 사령부에서 복무했고, 이후 1947년 2월 퇴임까지 인도 총독으로 부임했다.

## 어린 시절
영국 육군에서 복무하며 제2차 보어 전쟁 당시 요하네스버그의 군 사령관으로 복무한 중령 아치볼드 그레이엄 웨이벌(Archibald Graham Wavell)과 릴리 웨이벌 사이의 아들이었던 아치볼드 웨이벌은 여름 야전학교에서 일단 공부한 후, 학자 자격을 딴 윈체스터 대학을 다니다가 왕립 군사대학에 다니게 되었다. 그의 교수였던 페런 박사는 그의 아버지에게 웨이벌이 육군에 다닐 필요가 없다고 이야기했다.

## 초기 경력
샌드허스트를 졸업한 이후 그는 1901년 5월 8일 블랙 워치에 배치되었다. 그는 이후 제2차 보어 전쟁에 참여하였다. 1903년 그는 인도로 복무지가 전환되었고, 1904년 8월 13일 중위로 진급했다. 그는 바자르 계곡 전역에서 1908년 2월 공을 세웠다. 1909년 1월 그는 그의 여단에서 2등을 했다. 그는 A를 받은 2명의 학생 중 1명이었다. 1911년 그는 러시아어를 배우기 위해 러시아 왕립 육군의 교관으로 참석했고, 12월에 그의 여단으로 복귀했다. 1912년 4월 그는 전쟁 장교의 러시아 부문에서 일반 교관이 되었다. 같은 해 7월 그는 영국 육군의 대위로 진급했고 훈련 교관이 되었다. 1913년 3월 20일, 그는 대위의 다음 계급으로 진급했다. 1913년 여름 키예프를 방문한 이후, 그는 스파이로 의심되어 러시아-폴란드 국경에서 체포되었다. 그의 기록을 통해 그는 무사히 석방되었다.

## 제1차 세계 대전
웨이벌은 제1차 대전이 발발하자 장교로 복무 중이었다. 그는 대위로 프랑스에 파견되어 영국 해외원정군의 본부에 배치되었다. 그러나 곧 1914년 11월, 그는 영국 제9보병여단의 여단장으로 임명되었다 그는 1915년 제2차 이프르 전투에서 부상을 입었고, 이후 왼쪽 눈을 잃었다. 하지만 그는 이 전투에서 승리한 공으로 십자훈장을 받았다. 1915년 10월 그는 제64고지부대의 부대장으로 임명되었다.
1915년 12월, 그는 회복 이후 바로 전선으로 복귀했다. 1916년 5월 8일, 그는 소령으로 진급했다. 1916년 10월 웨이벌은 중령으로 진급했으며 캅카스산맥의 러시아 제국군을 지원하기로 되어 있었다. 1917년 6월, 그는 다시 한 번 진급했고, 계속 해서 장교로 복무하고 있었다. 그는 이집트 해외원정군의 본부에서 일했다.
1918년 1월, 웨이벌은 전쟁 최고위원회에서 일하며 장교로 임명되었다. 이 때 그의 복무지는 베르사유였다. 1918년 3월 그는 영국 위임통치령 팔레스타인으로 복귀해 여단장을 맡았으며 이집트 해외원정군의 일부였던 제20군단에서 일하기도 했다.

## 전간기
웨이벌은 전간기 동안에도 많은 진급이 이루어졌다. 1920년 5월 그는 여단장에서 소령으로 계급이 낮춰졌다. 1921년 12월 여전히 소령이었던 그는 전쟁 장교로 임명되었고, 1921년 6월 3일이 되어서야 완전히 소령으로 진급하게 되었다. 그는 1923년 6월, 군사 작전실의 참모 중 1명이 되었다.
1926년 잠시 동안 급료를 받지 못했지만, 웨이벌은 1930년 7월까지 영국 제3사단의 사단장이 되었고, 임시 여단장이 되어 영국 제6보병여단을 맡기도 했다. 1932년 3월, 그는 조지 5세의 군사적 보좌관이 되었다. 그는 1933년 10월 중령으로 진급하였다. 그러나 직업의 부족으로 1934년 1월, 그는 그의 여단에 대한 지휘권을 포기해야 했고, 이후 실직 상태가 유지되었다.
그 해 말, 웨이벌은 제2보병사단을 지휘하도록 임명되었고, 바스 훈장의 주요 수훈자 중 1명으로 선정되었다. 1935년 5월, 그는 사단의 지휘를 맡았다. 1937년 8월 그는 팔레스타인으로 이동해 확산되어가는 아랍인의 봉기를 진정시키려고 했다. 1938년 1월 21일 그는 중령으로 재진급했다. 같은 해 4월, 웨이벌은 영국의 남부 사령부의 작전 총사령관이 되었다. 1939년 7월, 그는 중동 사령부의 사령관으로 임명되었다. 1940년 2월 15일, 그는 동아프리카, 그리스, 발칸 반도 전역의 영국군을 담당하는 중동 사령부 총사령관에 공식적으로 부임했다.

## 제2차 세계 대전

### 중동 사령부
중동 전역은 이탈리아 왕국이 1940년 6월 전쟁을 선포하기 전까지 매우 조용한 상황이었다. 북아프리카와 동아프리카의 이탈리아군은 영국군을 수적으로 압도하고 있었고, 웨이벌의 전략은 공세를 준비할 시간을 벌기 위한 유동적인 견제였다. 이탈리아 왕국군이 리비아, 에리트레아, 에티오피아에서 시작되자 웨이벌은 1940년 12월 컴퍼스 작전을 통해 성공적으로 리비아로 진격했고, 이후 1941년 1월 에리트레아와 에티오피아에도 진군했다. 1941년 2월, 리차드 오코너가 지휘하는 그의 사막 방위군은 베다 폼에서 이탈리아 제10군에게 패배했고, 이것은 리비아에서의 이탈리아군의 마지막 복수로 보였다. 동아프리카 전역에서도 그의 군대는 이탈리아군의 압박을 받고 있었지만, 윌리엄 피트가 케렌 전투에서 승리를 거둠으로써 이탈리아의 에티오피아 및 소말릴란드 점령에 변화가 생겼다.

오른쪽의 웨이벌 장군이 1941년 4월, 이라크 주둔 영국 및 인도군 사령관 에드워드 퀘난을 만나고 있다.

그러나 1941년 웨이벌은 그리스 공방전으로 인해 리비아로의 진격 대신 그리스 왕국으로 군대를 파견하라는 명령을 받았다. 그는 이러한 결정에 반대했지만, 그는 명령을 따랐다. 그 결과는 재앙이었다. 아프리카 군단을 독일이 파견함으로써 북부 아프리카에서 이탈리아군이 강화할 시간을 얻었고 4월 말 서부 사막군의 전력이 약화되면서, 이들은 모두 이집트와의 국경선으로 도망치거나 토브룩 포위전에서 전멸했다. 그리스에서도 헨리 윌슨의 W 부대가 적절한 방어를 취할 수 없었기에 크레타섬으로 도망쳤다. 그러나 독일 공수군이 크레타 공방전으로 섬을 공격하면서, 영국군과 영 연방군은 다시 철수했다.
그리스에서의 사건으로 친추축국 부대가 이라크에서 정부를 장악했다. 다른 전선에서의 압박으로 웨이벌은 이라크에 중요한 병력을 파견할 수 없었고, 클라우드 오친렉의 인도 사령부는 바스라에 군대를 파견하는 것으로 대체했다. 영국의 총리 윈스턴 처칠은 이라크를 영국의 전략적 요충 국가로 판단했고, 5월 초 정부의 압박으로 웨이벌은 트란스요르단에서 사단급 병력을 파견하는데 동의했다. 5월 초 영국 공군기지였던 하바니야가 탈환되었고, 5월 말 에드워드 퀘난의 이라크 부대는 바그다드를 점령했다. 영국-이라크 전쟁의 종결 이후 이라크의 부대는 델리에 있는 인도 사령부에 통수권이 모두 넘어갔다.
웨이벌은 시리아와 레바논을 침공하기 위해 윌슨 장군의 병력을 파견했다. 이 국가들은 영국-이라크 전쟁 당시 이라크 정부를 도왔으며, 이후에도 비시 프랑스 정권과 협력하고 있었다. 프랑스군이 방어를 견고히 함으로써 초기의 재빠른 승리는 건너갔지만, 처칠은 토브룩 포위를 완화하려는 배틀엑스 작전의 실패 이후 그를 클라우드 오친렉 장군으로 바꿔야 한다고 주장했다. 웨이벌이 그에 맞서 성공한 적이 적었음에도 에르빈 롬멜은 그를 높이 평가했다.

### 인도 사령부

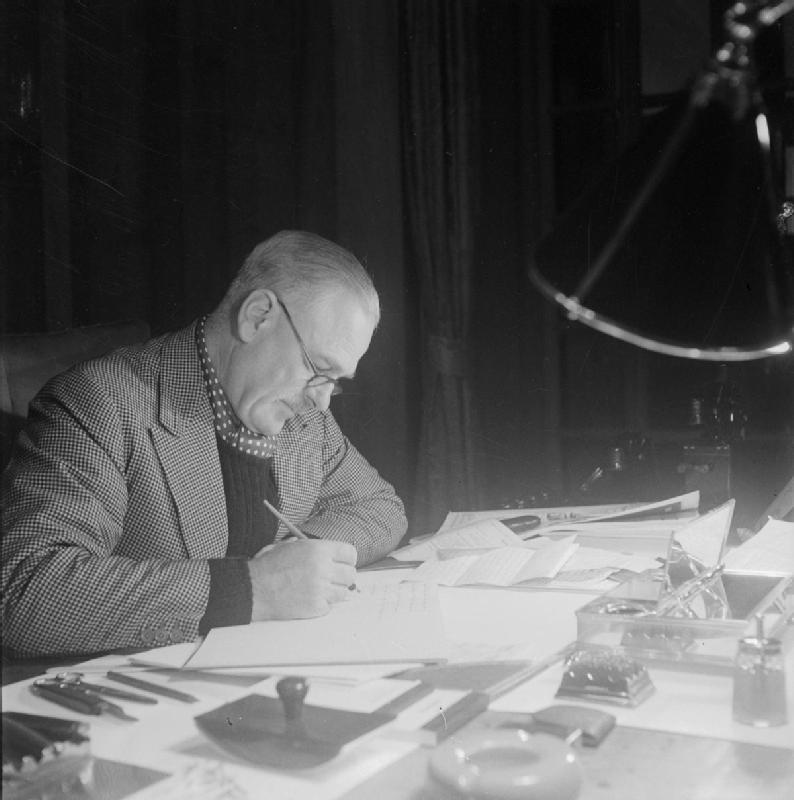
제2차 세계 대전 당시 인도 사령부가 있는 델리에서 근무하는 웨이벌

웨이벌이 오친렉과 근무를 바꿔 인도 사령부의 총사령관이 되면서 그는 인도 총독 중 한 사람이 되었다. 초기에 그의 지휘는 인도와 이라크를 포함하고 있었는데 이것은 1941년 말 소련으로 송유관 및 통신선을 보호하기 위해 소련군과 페르시아를 침공하는 것에 책임을 맡게 되는 계기가 되기도 했다.
웨이벌은 1941년 12월 일본이 영국에 전쟁을 선포함으로써 다시 한번 전쟁 지역이 아닌 곳에 대한 책임을 맡게 되는 불운을 겪는다. 그는 ABDA 사령부의 총사령관이 된다. 1942년 2월 10일, 그는 싱가포르에서 자바로의 비행을 준비했다. 이 때 그는 착지하면서 2개의 등뼈가 부러지는 부상을 입게 된다. 2주 뒤인 1942년 2월 23일 연합군이 말라야를 잃고 자바와 수마트라 섬의 중요성이 부각되면서 ABDA 사령부는 폐쇄되고 자바에 있던 본부는 철수했다. 웨이벌은 인도로 복귀해 버마 방어를 위해 준비했다.

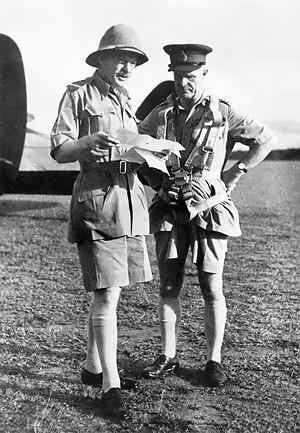
로버트 브룩 포펨과 같이 있는 웨이벌

재키 스미스 중령이 적의 도하를 막기 위해 시탕 강 다리를 파괴한 결정이 강의 잘못된 지점에 부대가 고립됨으로써 결점이 들어나자 버마 주둔 영국군은 2월 23일 큰 타격을 받았다. 총독 빅토르 호프가 덩케르크에서 보위군을 맡은 해럴드 알렉산더를 보낸 윈스턴 처칠에게 어떻게 웨이벌과 함께 해야 할 지를 물었다. 알렉산더는 버마에 주둔한 연합군 육군을 3월 초부터 담당하고 있었고, 그 직후 도착한 윌리엄 슬림은 버마 군단을 맡고 있었다. 그럼에도 불구하고 일본군의 진격은 멈출 수가 없었으며 몬순이 시작되기 전인 5월 달까지 연합군의 병력 대부분이 인도 지역으로 철수했다.

## 인도 총독
1943년 1월 웨이벌은 육군 원수로 진급했다. 1943년 인도 부왕 린리스고 경이 사임하자 웨이벌이 그를 대체하는 인물로 선택되었다. 하지만 그는 놀랍게도 처칠과 관계가 안 좋은 상황이었다. 웨이벌은 군사 분야에서 6월 달에 오친렉으로 다시 대체되었고, 북아프리카에서 패배를 경험한 바 있었다. 1943년 웨이벌은 자작이 되었고, 9월에 그는 인도 총독으로 공식 명명되었다.
웨이벌이 처음으로 취한 행동은 1943년 벵골 기근에 대한 대책이었다. 그는 아사하는 벵골인들에게 구호 물자를 배분할 것을 명령했다. 그는 쌀의 가격을 줄이기 위해 혼합 곡식을 배분하고자 했다. 그의 통치 기간 동안 간디가 비폭력 불복종 운동을 전개하고 있었으며 이슬람 독립국을 위해 무함마드 알리 진나가 활동 중이었고, 수바스 찬드라 보스가 일본과 협력해 인도 동부 국경을 위협하고 있었다.

왼쪽에서 순서대로 버나드 로 몽고메리, 클라우드 오친렉, 그리고 인도 총독 아치볼드 웨이벌이다.

웨이벌의 초기 활동은 인도 정치인들에게 유명했으나 인도의 독립에 대한 시기와 사회 구조로 인한 압박은 증가했다. 그는 대화로 이를 해결하고자 했으나 처칠로부터의 지지를 받지 못했으며 그의 계승자 클레멘트 애틀리로부터도 지원을 받지 못했다. 그는 인도의 다양한 정치가로부터의 차이를 좁히는데도 머뭇거려 인도인의 기대를 여전히 충족시키지 못한 채 내부 폭력만 증가시켰다. 결국 그는 1947년 루이 마운트배튼으로 교체된다.